# Gazon maudit
Gazon maudit is een Franse filmkomedie uit 1995 onder regie van Josiane Balasko, die tevens een van de hoofdrollen vertolkt.

## Verhaal
De ontrouwe makelaar Laurent en zijn vrouw Loli, die geen vermoeden van zijn ontrouw heeft, wonen samen met hun kinderen in het zuiden van Frankrijk. Op een dag valt Marijo, een lesbische vrouw, in panne met haar wagen in de buurt van het huis van Laurent en Loli. Loli komt achter het overspel van haar man en vraagt Marijo om bij hen te verblijven. De verwaarloosde echtgenote valt al snel voor de charmes van Marijo wat voor een gespannen sfeer zorgt tussen Laurent en zijn nieuwe huisgenote.

## Rolverdeling
| Acteur            | Personage       |
| ----------------- | --------------- |
| Victoria Abril    | Loli            |
| Josiane Balasko   | Marijo          |
| Alain Chabat      | Laurent Lafaye  |
| Ticky Holgado     | Antoine         |
| Catherine Hiegel  | Dany            |
| Catherine Samie   | de prostituee   |
| Catherine Lachens | Sopha           |
| Katrine Boorman   | Emily Crumble   |
| Telsche Boorman   | Dorothy Crumble |

## Prijzen en nominaties
| jaar | prijs         | categorie                              | genomineerde(n)                 | uitslag     |
| ---- | ------------- | -------------------------------------- | ------------------------------- | ----------- |
| 1996 | Golden Globe  | Beste buitenlandse film                | Beste buitenlandse film         | Genomineerd |
| 1996 | César         | Beste film                             | Beste film                      | Genomineerd |
| 1996 | César         | Beste regisseur                        | Josiane Balasko                 | Genomineerd |
| 1996 | César         | Beste acteur                           | Alain Chabat                    | Genomineerd |
| 1996 | César         | Beste mannelijke bijrol                | Ticky Holgado                   | Genomineerd |
| 1996 | César         | Beste scenario, origineel of aangepast | Telsche Boorman Josiane Balasko | Gewonnen    |
| 1996 | Prix Lumières | Beste scenario                         | Josiane Balasko                 | Gewonnen    |